# Hegewald (Gebiet)
Hegewald war ein deutsches Siedlungsgebiet zur Zeit des Nationalsozialismus, das auf Befehl Heinrich Himmlers im Umfeld von dessen gleichnamigem Hauptquartier Hegewald (in einem Waldstück beim heutigen Militärflugplatz Oserne gelegen) rund 2 km südlich der ukrainischen Stadt Schytomyr Ende 1942 angelegt wurde.

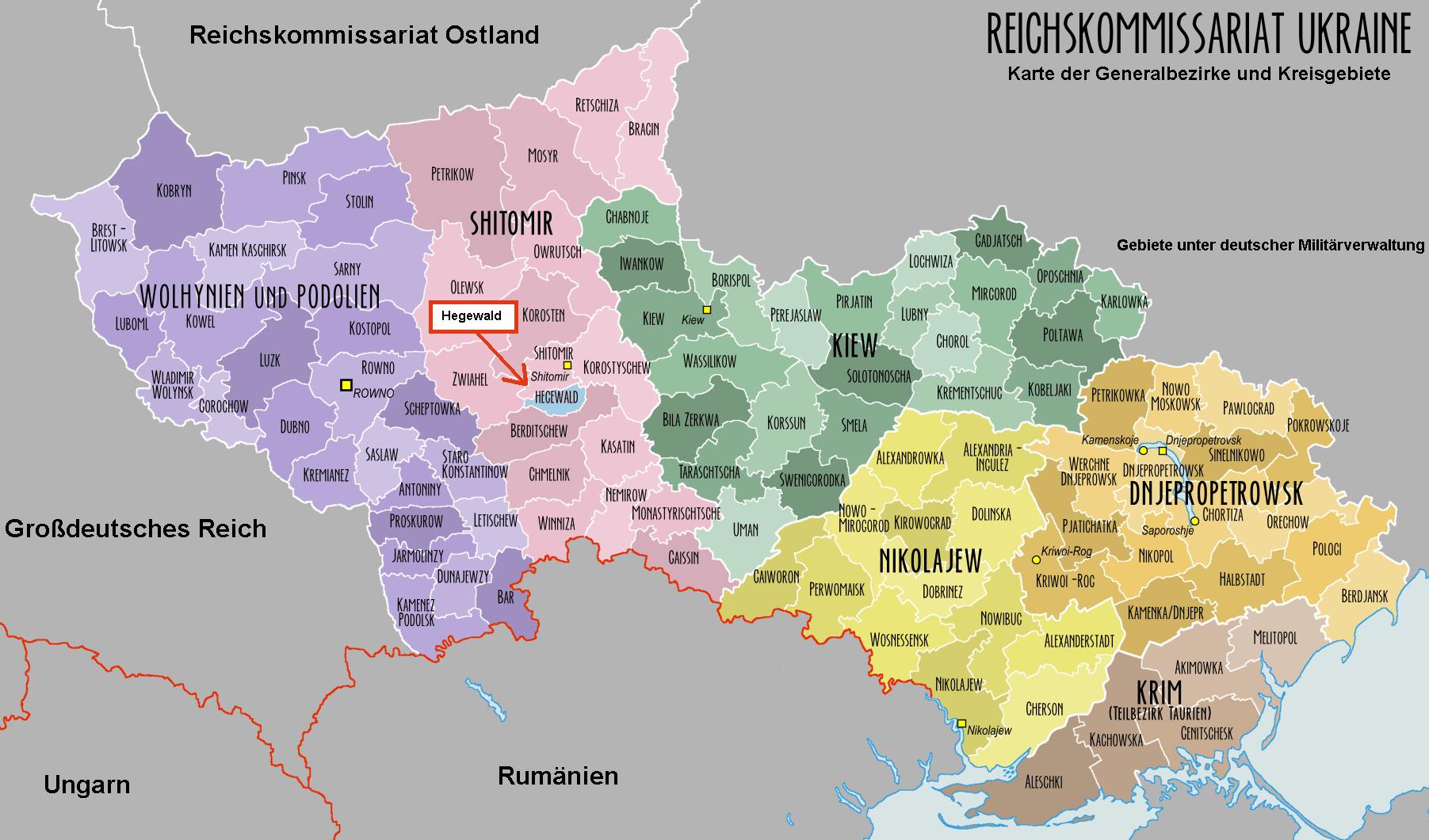
Lage des Hegewaldes im Reichskommissariat Ukraine

Die Garnison Hegewald umfasste rund 1.000 Mann der SS-Truppen und wurde vor Ort durch eine Außenstelle der Volksdeutschen Mittelstelle (VoMi) unter Führung von SS-Obersturmbannführer Erwin Müller geleitet, die Bauleitung oblag dem Architekten Bernhard Kuiper. Nach der Vertreibung von 15.000 Ukrainern wurden an ihrer statt bis zum März 1943 10.000 Volksdeutsche, hauptsächlich Wolhyniendeutsche aus den Kreisen Basar, Malyn, Owrutsch und Jemiltschyne, angesiedelt. Das Gebiet umfasste 27 Ortschaften längs der Straße Schytomyr-Berdytschiw:
- Schröbelesberg (Saritschany)
- Neuheimat (Prjaschiw)
- Bubenhausen (Wolyzja)
- Neubiesing (Holowenka)
- Pfenningstadt (Wyschnewe)
- Heimkehr (Stawezke)
- Troja (Trojaniw)
- Reichstreu (Oserjanka)
- Preuersdorf (Ruschky)
- Arbeit (Staryj Solotwyn)
- Fleiß (Hlyniwzi)
- Au (Tscherwonyj Stepok)
- Zehnhub (Werschyna)
- Neuposen (Kodnja)
- Altposen (heute Teil von Kodnja – 1 km nordwestlich von Kodnja)
- Bosfershof (Pawlenkiwka)
- Wertingen (Wertokyjiwka)
- Heinrichsfeld (Iwankiwzi)
- Reinharding (Horodyschtsche)
- Am Hügel (Luka)
- Klein Lüneburg (Lyschtschyjina, heute Teil von Lischtschyn)
- Neu Trudering (Lischtschyn)
- Mödersdorf (Mlynyschtsche)
- Tiefenbach (Pisky)
- Sachsenhard (Skomorochy)
- Maienfeld (Sinhury)
- Ichstingen (Myroljubiwka)

Weitere Namensänderungen:
- Militärflugplatz Hegewald (heute Militärflugplatz Oserne)
- Bach Hegebach (heute Hujwa)

Zum Schutz vor den zunehmenden Partisanenangriffen ordnete der regionale Sonderbeauftragte für Umsiedlungsmaßnahmen des Rasse- und Siedlungshauptamtes (RuSHA) der SS, Theodor Henschel, Anfang 1943 zudem die Anlage einer weiteren Siedlungskolonie mit Namen Försterstadt (heute Tschernjachiw, nördlich von Schytomyr gelegen) an. In dieser wurden rund 9.000 Volksdeutsche angesiedelt. Ab November 1943 flüchteten die Siedler vor der heranrückenden Roten Armee, die am 4. Februar 1944 das Gebiet um Schytomyr befreite. Erst kurz vorher erfolgte die Evakuierung der Volksdeutschen in Auffanglager im Wartheland. In Hegewald sowie in der Aktion Zamość wurden die Konzepte des Generalplans Ost und der „Umvolkung“ umgesetzt.